# Blanščica
Blanščica je potok, ki se v vasi Blanca kot levi pritok izliva v reko Savo. Svoje vode zbira na južnih pobočjih gore Bohor v številnih potokih, največji med njimi so: Ložiški potok s pritokom Pusti graben, Stranjski potok in Dobrovski potok.